# Lã (nước)
Lã hay Lữ (tiếng Trung: 吕; bính âm: Lǚ) là một phiên thuộc của nhà Chu trong lịch sử Trung Quốc. Quân chủ nước Lã mang họ Khương (姜), quốc đô đặt tại khu vực Nam Dương của tỉnh Hà Nam ngày nay. Đến thời Xuân Thu, nước Lã bị nước Sở tiêu diệt, sau đó trở thành một trọng trấn ở cõi phía bắc của Sở.
Quốc ngữ-Chu ngữ trung có đề cập đến "Tề, Hứa, Thân, Lã do Thái Khương", có thể thấy quân chủ bốn nước này có chung nguồn gốc, đều mang họ Khương.
Thời Chu U Vương, Quốc ngữ-Trịnh ngữ viết rằng đương thời "Thân-Lã phương cường".
Tuy nhiên, đến thời Xuân Thu, nước Lã đã bị nước Sở tiêu diệt, thời điểm cụ thể cần được nghiên cứu.
Nhiều năm sau khi nước Lã trở thành đất Sở, Tả truyện-Thành công thất niên có truy lại rằng vào năm 594 TCN, đương thời Sở Trang Vương đồng ý lấy hai phần đất Thân và Lã làm thưởng điền cho Tử Trọng. Tuy nhiên, bấy giờ trưởng quan Thân huyện của nước Sở là Vu Thần (巫臣) khuyên gián, nói rằng Thân và Lã là những vùng đất quan trọng về quân sự ở biên cảnh phía bắc, cũng là một nguồn cung cấp binh sĩ quan trọng của Sở. Nếu như lấy đất Thân Lã làm thưởng điền mà không phải do Sở vương trực tiếp quản lý, khi đó đất nước sẽ mất đi công năng quân sự của hai đất ấy, nước Tấn và nước Trịnh dĩ nhiên sẽ lợi dụng việc này để chọc thủng phòng tuyến biên giới và tấn công vào vùng đất trung tâm- lưu vực Hán Giang của Sở.